# 五里店镇
五里店镇，是中华人民共和国河南省信阳市平桥区下辖的一个乡镇级行政单位。

## 行政区划
五里店镇下辖以下地区：
柿元村、松岗村、王店村、九店村、顾店村、连丰村、闵庙村、岗岭村、王山村、甘元村和大堰村。